# Lana Condor
Lana Therese Condor, född som Trần Ðồng Lan den 11 maj 1997 i Can Tho i Vietnam, är en amerikansk skådespelerska, producent och sångerska. Hon slog igenom som skådespelerska år 2016, genom att spela rollen som Jubilee i superhjältefilmen X-Men: Apocalypse. Hon skulle även få internationell igenkänning för sin roll som Lara Jean Covey i filmserien Till alla killar (engelska: To All the Boys). Hon har också spelat rollen som Saya Kuroki i TV-serien Deadly Class och Koyomi i filmen Alita: Battle Angel.
Condor föddes som Trần Ðồng Lan i Vietnam, och tillbringade sina första månader på ett barnhem. Hon blev sedan omdöpt och adopterad av de amerikanska föräldrarna Mary Carol Condor (född Haubold) och Bob Condor från Chicago. Hon och hennes familj, som även består av adoptivbrodern Arthur, har sedan dess bott på Whidbey Island i Washington och i New York.

## Filmografi (i urval)

### Filmer
- 2016 – X-Men: Apocalypse
- 2016 – Patriots Day
- 2018 – Till alla killar jag har gillat
- 2019 – Alita: Battle Angel
- 2020 – Till alla killar: PS. Jag gillar dig fortfarande
- 2021 – Till alla killar: Nu och för alltid
- 2022 – Moonshot
- 2023 – Ruby – Havsmonstret (röstroll)
- 2026 – Coyote vs. Acme

### TV-serier
- 2019 – Deadly Class (TV-serie)
- 2019 – Bojack Horseman (TV-serie)
- 2022 – Boo, Bitch (TV-serie)